# Ronco (Corteno Golgi)
Ronco è una frazione del comune di Corteno Golgi, alta Val Camonica, provincia di Brescia.

## Geografia fisica
Ronco sorge sulla sponda settentrionale dell'Ogliolo.

## Monumenti e luoghi d'interesse
Le chiese di Ronco sono:

Chiesa

- Chiesa di San Rocco, del XVII secolo, ha il portale in marmo di Vezza. Il portale laterale porta la data 1816.

## Società

### Tradizioni e folclore
Gli scütüm sono nei dialetti camuni dei soprannomi o nomiglioli, a volte personali, altre indicanti tratti caratteristici di una comunità. Quello che contraddistingue gli abitanti di Ronco è Gàcc (gatti).

### Piatto tipico
Il cuz è il piatto tipico del paese; consiste nella carne di pecora cotta all'interno del suo grasso in paioli, il 16 agosto di ogni anno a Ronco si celebra la festa di San Rocco e si mangia il cuz tutti insieme.